# Jaime Vera
Jaime Andrés Vera (Santiago de Chile, 25 maart 1963) is een voormalig profvoetballer uit Chili, die na zijn actieve loopbaan het trainersvak instapte.

## Clubcarrière
Vera speelde clubvoetbal in Chili, Griekenland en Mexico. Hij beëindigde zijn loopbaan in 1996.

## Interlandcarrière
Vera speelde 24 officiële interlands voor Chili in de periode 1986-1991, en scoorde vier keer voor de nationale ploeg. Hij maakte zijn debuut in de vriendschappelijke uitwedstrijd tegen Brazilië (1-1) op 7 mei 1986 in Curitiba, net als Jaime Pizarro, Fernando Astengo, Mariano Puyol, Manuel Pellegrini en Ivo Basay. Vera nam met Chili onder meer deel aan de Olympische Spelen 1984 en drie opeenvolgende edities van de Copa América: 1987, 1989 en 1991.
| Interlanddoelpunten | Interlanddoelpunten | Interlanddoelpunten | Interlanddoelpunten | Interlanddoelpunten | Interlanddoelpunten | Interlanddoelpunten | Interlanddoelpunten |
| #                   | Datum               | Locatie             | Wedstrijd           | Goal(s)             | Score               | Uitslag             | Wedstrijd           |
| ------------------- | ------------------- | ------------------- | ------------------- | ------------------- | ------------------- | ------------------- | ------------------- |
| 1                   | 08/07/1987          | Córdoba             | Chili – Colombia    | 108'                | 2 – 1               | 2 – 1               | Copa América        |
| 2                   | 27/08/1989          | Mendoza             | Chili – Venezuela   | 84'                 | 5 – 0               | 5 – 0               | WK-kwalificatie     |
| 3                   | 19/06/1991          | Guayaquil           | Ecuador – Chili     | 10' (pen.)          | 1 – 1               | 2 – 1               | Oefeninterland      |
| 4                   | 14/07/1991          | Santiago            | Chili – Paraguay    | 78'                 | 4 – 0               | 4 – 0               | Copa América        |

## Erelijst
Colo-Colo
- Primera División de Chile

1983, 1986
 Cobreloa
- Primera División de Chile

1992